# Allier (departamento)
Allier é um departamento da França localizado na região de Auvérnia-Ródano-Alpes. Sua capital é a cidade de Moulins.

## Comunas

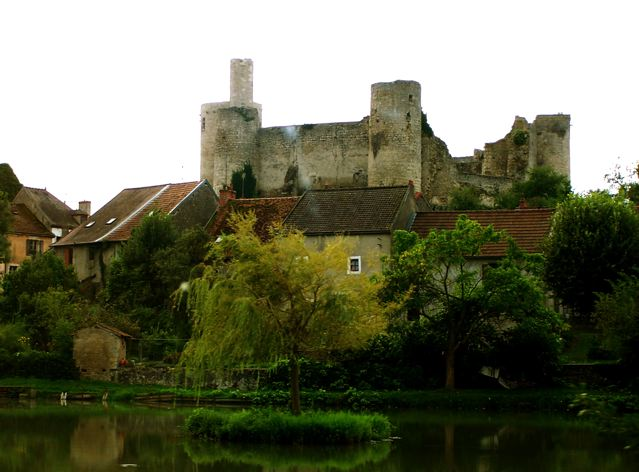
Château de Billy

- Arfeuilles
- Arronnes
- Audes
- Billezois